# 山崎惣六

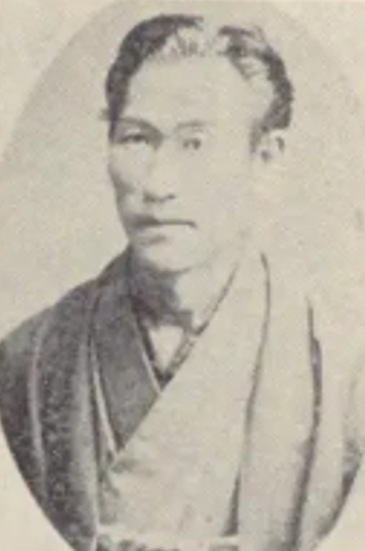

山崎 惣六（やまざき そうろく、天保14年12月10日（1844年1月29日） - 明治26年（1893年）6月28日）は、江戸時代後期の武士（宇和島藩士）、明治時代の政治家。初代宇和島町長。

## 経歴
安政2年（1855年）13歳にして足軽勤となり、文久元年（1861年）19歳で足軽小頭となる。剣術を窪田清音の高弟・田都味嘉門（窪田派田宮流）に、柔術を小川精一郎（関口流）に習う。元治元年（1864年）より豊島五郎平、中村斎六、松田重平らと武者修行として出張する。慶応元年（1865年）柔術修行の命を受け扶持を給わる。
慶応2年（1866年）御目見を命ぜられ、翌年御徒となり、宇和島藩主伊達宗城の警固を務め、京都に入る。明治2年（1869年）上士となり剣術教授を命ぜられるが、明治4年（1871年）の廃藩置県で退任する。
明治13年（1880年）板垣退助らが、国会開設の請願を行ったことに始まる自由民権運動が起こると、宇和島に蟻力社を組織して愛国社の集会に参加するなど自由民権運動に従事した。三大事件建白運動では宇和四郡の署名集めに奔走、宇和島を訪れる政治活動家は必ず山崎を頼ったほど人望があった。明治22年（1889年）の町村制が導入されると、初代宇和島町長に推された。明治26年（1893年）数え51歳で亡くなり、宇和島市丸穂の西江寺に眠る。